# 阿氏歧鬚鮠
阿氏歧鬚鮠，為輻鰭魚綱鯰形目倒立鯰科歧须𬶏属的其中一種，為熱帶淡水魚，分布於非洲維多利亞湖、尼羅河流域，體長可達17.7公分，棲息在底中層水域，以軟體動物及魚類為食，生活習性不明。